# Sobaeksu Sports Club
Sobaeksu (kor. 소백수) – koreański klub piłkarski z KRLD.

## Sukcesy
Klub nie odnosił większych sukcesów.
| \| \| Zdobyte trofea w rozgrywkach Korei Północnej (stan na: 2017 r.) \| |                                                                 |               |          |
| Rozgrywki                                                                | Osiągnięcie                                                     | Razy          | Sezon(y) |
| Mistrzostwo                                                              | I miejsce                                                       | -             |          |
| Mistrzostwo                                                              | II miejsce                                                      | co najmniej 1 | 2011     |
| Mistrzostwo                                                              | III miejsce                                                     | ?             |          |
| Korea Północna                                                           | Zdobyte trofea w rozgrywkach Korei Północnej (stan na: 2017 r.) |               |          |

## Zawodnicy
Reprezentanci kraju grający w klubie
- Ri Jun-il
- Pak Sung-hyok